# Hopala !
Hopala ! est une revue littéraire et artistique bretonne créée en 1999 par Jean-Yves Le Disez,. Elle a été dirigée par Alain-Gabriel Monot,,, de 2009 à 2019 après l'avoir été par Gérard Prémel, de 2003 à 2009,.

## Histoire
Le premier numéro portait le nom Noir/blanc,, mais ce titre étant déjà celui d’une maison d'édition, la revue change de nom. Elle prend alors le nom d'« Hopala ! » qui, en breton, traduit la surprise ou l'étonnement.
Hopala défendait tous les aspects de la création artistique en Bretagne, mais n'est pas une revue régionaliste ou nationaliste : elle s'ouvrait en effet largement à des artistes non bretons, ou publie des articles consacrés à des cultures ou à des écrivains d'ailleurs. L'équipe d'Hopala ! souhaitait défendre les valeurs humanistes universelles de tolérance et de respect des cultures autres à partir d'un enracinement géographique breton qui évite tout « repli identitaire », faisant sienne le mot de Guillevic : « Plus on est enraciné, plus on est universel. » (Skol-Vreizh no 21, p. 59). Chaque numéro fut ainsi en partie consacré à une culture souvent minorisée. Les textes publiés sont majoritairement en français et parfois en breton.
À ses origines, Hopala ! accueillait une revue invitée. Elle a ainsi laissé s'exprimer les responsables du Jardin ouvrier, de L’œil électrique, de Toi, des Voleurs de feu, de Place aux sens… Deux numéros hors-série ont été consacrés à la poésie en langues bretonne et gaélique et aux jeunes voix de l'ex-Yougoslavie. Hopala ! a aussi coédité en 2001 le témoignage de Paul Mériau Mizab - Aveuglements d'un appelé du contingent trimbalé dans la guerre d'Algérie.
Nombre de plasticiens y ont été présentés : Claude Briand-Picard (no 3), Jean-Paul Thaéron (no 4), Maurice Le Meur (no 6), Yves-Marie Péron (no 7), Michèle Le Braz (no 8), Geneviève Le Dilosker (no 9), Catherine Denis (no 10), Gwenaëlle Magadur (no 11), Bertrand Bracaval (no 12), Bazaine (no 13), Hains et Villeglé ; François Dilasser (no 18), Jean Moulin (no 25), Patricia Erbelding (no 28). Confiée à Jean Heurtel, cette rubrique s'est enrichie, à partir du no 33, du passage à la couleur. Cela a permis de valoriser les travaux de Roger Joncourt (no 33), Hung Rannou (no 34), Henri Girard (no 35), Guy Malabry (no 36), Alexandra Duprez (no 37), Susan Rauch (no 38), Gwezenneg (no 39), Mariano Otero (no 41, présenté par Jean-Louis Coatrieux, avec qui il a signé plusieurs ouvrages). C'était souvent des auteurs confirmés (Daniel Kay, Marc Legros, Hervé Carn, Bernard Berrou…) qui présentaient ces artistes. La revue invite l'auteur de bandes dessinées Emmanuel Reuzé dans le no 40. On y lit aussi une interview de Didier Daeninckx, dont Reuzé a adapté deux récits.

## Équipe de rédaction
Roland Michon, Andrew Lincoln, Alain Kervern, Manuel Cortella, Jo Rio, Didier Caraës, Yann Bigouin, René Péron, Fanch Morvannou, Nicole Laurent-Catrice, Annaig Renault, Jean Cloarec et Jean-Louis Coatrieux... ont fait partie de l'équipe de rédaction.
Dans le no 13, Gérard Prémel a critiqué l'essai de Françoise Morvan dans un long article intitulé Le Monde comme Je. Françoise Morvan, s'estimant attaquée, a exigé et obtenu un droit de réponse.
Depuis qu'A.-G. Monot dirige la revue, elle a perdu beaucoup de collaborateurs :  Hervé Le Bihan (enseignant à l'université de Rennes 2), Yann Le Meur (enseignant à l'Université de Rennes 1), Erwan Chartier, Christian Demeuré-Vallée, Gérard Prémel, Hervé Bellec, Nathalie Dugalès, Ève Lerner, Pascal Rannou, Ronan Gouézec...
La plupart des poètes bretons actuels ont publié dans Hopala!, dans les trois langues de Bretagne. Bernard Berrou et Hervé Bellec y ont souvent écrit . Des dossiers importants ont été consacrés aux femmes de Bretagne (no 8), à l'enseignement des mathématiques en breton (no 9), au théâtre en Bretagne (no 11), à la poésie en langue bretonne (no 14), au pèlerinage islamo-chrétien des Sept-saints en Vieux-Marché (no 17), à la laïcité et aux écoles Diwan (no 21), au slam en Loire-Atlantique et à Bécassine (no 24), aux études celtiques (no 25), aux théories et politiques de la reconnaissance (no 33), à Tristan Corbière (nos 33 à 35), à l'évolution de la musique et de la danse en Bretagne (nos 40 et 41), à l'économie sociale et solidaire (no 42)… Le no 43 propose un dossier au sujet des femmes artistes et poètes amérindiennes du Québec : Rita Mestokosho, Natasha Kanapé Fontaine, Joséphine Bacon, Virginia Pésémapéo Bordeleau, Marie-André Gill, Christine Sioui Wawanoloath… Il est présenté par Laure Morali et Jean-louis Coatrieux,.  Le no 44 expose l'œuvre du peintre  Louis Le Gros et présente un dossier sur le fédéralisme. Le no 48 rend un hommage à Naïg Rozmor. Le no 49 présente un dossier d'actualité sur les migrants Le no 50 est consacré à Tahiti et à la Polynésie française. Le no 53  a consacré un  article aux Archives Dormantes. Hopala! a publié son dernier numéro, le 59, en 2019.